# ك. جاي جيرارد
ك. جاي جيرارد (بالإنجليزية: K. J. Gerard)‏ هو لاعب كرة قدم أمريكية أمريكي، ولد في 22 أبريل 1986.

## وصلات خارجية
- ك. جاي جيرارد على موقع مرجع كرة القدم المحترفة.كوم (الإنجليزية)